# Phymosia
Phymosia es un género de plantas con flores de la familia  Malvaceae.

## Especies
- Phymosia abutiloides (L.) Desv. ex Ham.
- Phymosia acerifolia (Nutt. ex Torr. & A. Gray) Rydb.
- Phymosia anomala Fryxell
- Phymosia crenulata (Brandegee) Fryxell
- Phymosia cuspidata (A. Gray) Britton
- Phymosia floribunda (Schltdl.) Fryxell
- Phymosia grandiflora (Rydb.) Rydb.
- Phymosia pauciflora (Baker f.) Fryxell
- Phymosia rivularis (Douglas ex Hook.) Rydb.
- Phymosia rosea (DC.) Kearney,
- Phymosia rzedowskii Fryxell
- Phymosia umbellata (Cav.) Kearney,